# ロバート・トレヴィーノ
ロバート・トレヴィーノ （1984年 - ）は、アメリカ合衆国出身の指揮者。 バスク国立管弦楽団の音楽監督、マルメ交響楽団の首席指揮者を務めている。 
メキシコ系アメリカ人。テキサス州フォートワースで幼少期を過ごした。 高校卒業後にテキサス大学アーリントン校に入学し、指揮法を学んだ。卒業後にイリノイ州シカゴのルーズヴェルト大学へ進学 。 
レイフ・セーゲルスタム、クルト・マズア、マイケル・ティルソン・トーマス、デイヴィッド・ジンマンに指揮法を師事した。2003年にヴッパータールにて指揮者としてデビュー。    
2009年から2011年にかけて、ニューヨーク・シティ・オペラのアソシエイト・コンダクターを務め 、 2011年からは2015年までシンシナティ交響楽団のアソシエイト・コンダクターを務めた  。2017-18シーズンから、準・メルクルの後任として、バスク国立管弦楽団の音楽監督を務めている 。2018年6月に追加の契約延長に合意し、同職を2021-22シーズンまで務めることとなった 。 
2019年、マルメ交響楽団の首席指揮者に就任。 